# Zdeněk Škrdlant
Zdeněk Škrdlant (* 1963) je český herec působící v Divadle Járy Cimrmana, kde od roku 2008 pravidelně ztvárňuje menší či málomluvné role. Do divadla nastoupil původně jako kulisák a tuto práci vykonává dosud.
V roce 2007 se spolu s Radkem Jarošem a několika dalšími členy Divadla Járy Cimrmana zúčastnil expedice na dosud nepojmenovanou horu v pohoří Altaj.

## Divadelní role
Zdeněk Škrdlant se na jevišti Divadla Járy Cimrmana objevoval nejprve jen jako asistent, který ve hře Dobytí severního pólu přináší lavičku potřebnou pro sestavení živého obrazu, či jako nerudný kulisák Plch ve hře Afrika. První větší roli získal roku 2008, kdy byl spolu s Michalem Weigelem obsazen ve hře České nebe do role Miroslava Tyrše, do které byl z důvodu nedostatku jiných herců obsazen. Postupně se začal objevovat v menších rolích i v dalších hrách, zde je jejich úplný seznam:
- České nebe – Miroslav Tyrš
- Němý Bobeš – Bobeš
- Lijavec – mlynář
- Blaník – jeskyňka
- Afrika – Lele, asistent Plch v semináři
- Dlouhý, Široký a Krátkozraký – asistent v semináři v roli pocestného
- Dobytí severního pólu – asistent se žebříkem v semináři, asistent s lavičkou v semináři

## Filmové a seriálové role
- 2006: Ještě žiju s věšákem, plácačkou a čepicí – hráč fotbalového týmu
- 2006: Horákovi – nemakačenko[3]
- 2007: Expedice Altaj – Cimrman mezi jeleny – účastník expedice (de facto sám sebe)
- 2009: Zemský ráj to na pohled
- 2023: Stopy Járy Cimrmana – pan „šlapka“ (de facto sám sebe)